# Harpactea zjuzini
Harpactea zjuzini là một loài nhện trong họ Dysderidae.
Loài này thuộc chi Harpactea. Harpactea zjuzini được miêu tả năm 1991 bởi Dunin.